# Rochesson
Rochesson è un comune francese di 680 abitanti situato nel dipartimento dei Vosgi nella regione del Grand Est.

## Storia

### Simboli
Il comune non ha adottato uno stemma ufficiale. Esiste un emblema, non conforme alle regole araldiche, non approvato dalla giunta municipale: d'oro, a due rocce di nero, nascenti dalla punta, sostenenti quella di destra un camoscio, rivoltato, e quella di sinistra un gufo reale, il tutto di rosso e accompagnato in capo da tre abeti di verde, ordinati in fascia. Le rocce (roches) ricorderebbero la forma della valle e il nome del comune; il camoscio rappresenta la fauna di montagna, il gufo reale (grand-duc) richiama il sito della Roche des Ducs, mentre gli albeti che dominano la valle  rappresentano le montagne verdeggianti dei Vosgi.

## Società

### Evoluzione demografica
Abitanti censiti